# Listă de scriitori români - C

## Scriitori români - C
| - Camilar, Eusebiu - Cangeopol, Liviu - Cantacuzino, Constantin - Cantacuzino-Grănicerul, Gheorghe - Cantemir, Dimitrie - Caragiale, Ion Luca - Caragiale, Mateiu - Carada, Eugen - Caraion, Ion - Carianopol, Virgil - Cartojan, Nicolae - Cațaveică, Ion - Călinescu, Alexandru - Călinescu, George - Călinescu, Matei - Cărtărescu, Mircea - Cândea, Virgil - Cândroveanu, Hristu - Cârlova, Vasile - Cârneci, Magda - Celan, Paul - Chihaia, Pavel - Chira, Vasile - Chirian, Rita - Chiriță, Constantin - Christi, Aura - Cibotaru, Mihail Ion | - Cimpoi, Mihai - Ciobanu, Mircea - Ciobanu, Mircea V. - Ciobanu, Nicolae - Ciobanu, Vitalie - Ciocanu, Ion - Ciocârlie, Livius - Cioculescu, Barbu - Cioculescu, Șerban - Cioflec, Romulus - Ciopraga, Constantin - Cioran, Emil - Ciorănescu, Alexandru - Ciprian, George - Cisek, Oscar Walter - Cistelecan, Alexandru - Cocea, N. D. - Cochinescu, Ioan Mihai - Codrescu, Andrei - Coja, Ion - Cojocaru, Mircea - Colin, Vladimir - Colesnic, Iurie - Coman, Marian - Conachi, Costache - Condeescu, Dan Alexandru |  | Constantin, Ilie - Constantinescu, Pompiliu - Cornea, Paul - Coruț, Pavel - Cosașu, Radu - Cosmescu, Alexandru (filozof) - Cosmescu, Alexandru (jurnalist) - Costache, Iulian - Costin, Miron - Costinescu, Florin - Coșbuc, George - Coșovei, Traian T. - Coșovei, Traian - Crăciun, Gheorghe - Crăciunescu, Ioana - Crainic, Nichifor - Crăsnaru, Daniela - Creangă, Ion - Creția, Petru - Cristea, Tudor - Cristoiu, Ion - Crișan, Constantin - Crohmălniceanu Ovid S. - Culcer, Dan - Cusin, Adi - Cușnarencu, George - Cojocărașu, Silvana |
| | |  | |